# Autoharpe
Autoharpe er et strengeinstrument med akkordknapper, som trykkes ned, hvorved alle strenge på nær én dæmpes. Autoharpen er et enkelt, men meget følsomt instrument. Udsættes den for hurtige temperaturforandringer, mister den let stemningen. Trods navnet er den ikke en harpe, men en type citar.
Autoharpen havde stor betydning da den blev brugt som en vigtig del i countrygruppen The Carter Family. Senere blev den kendt igen som et centralt instrument for musikeren PJ Harvey på bl.a. albummet Let England Shake.